# 갈대아 우르

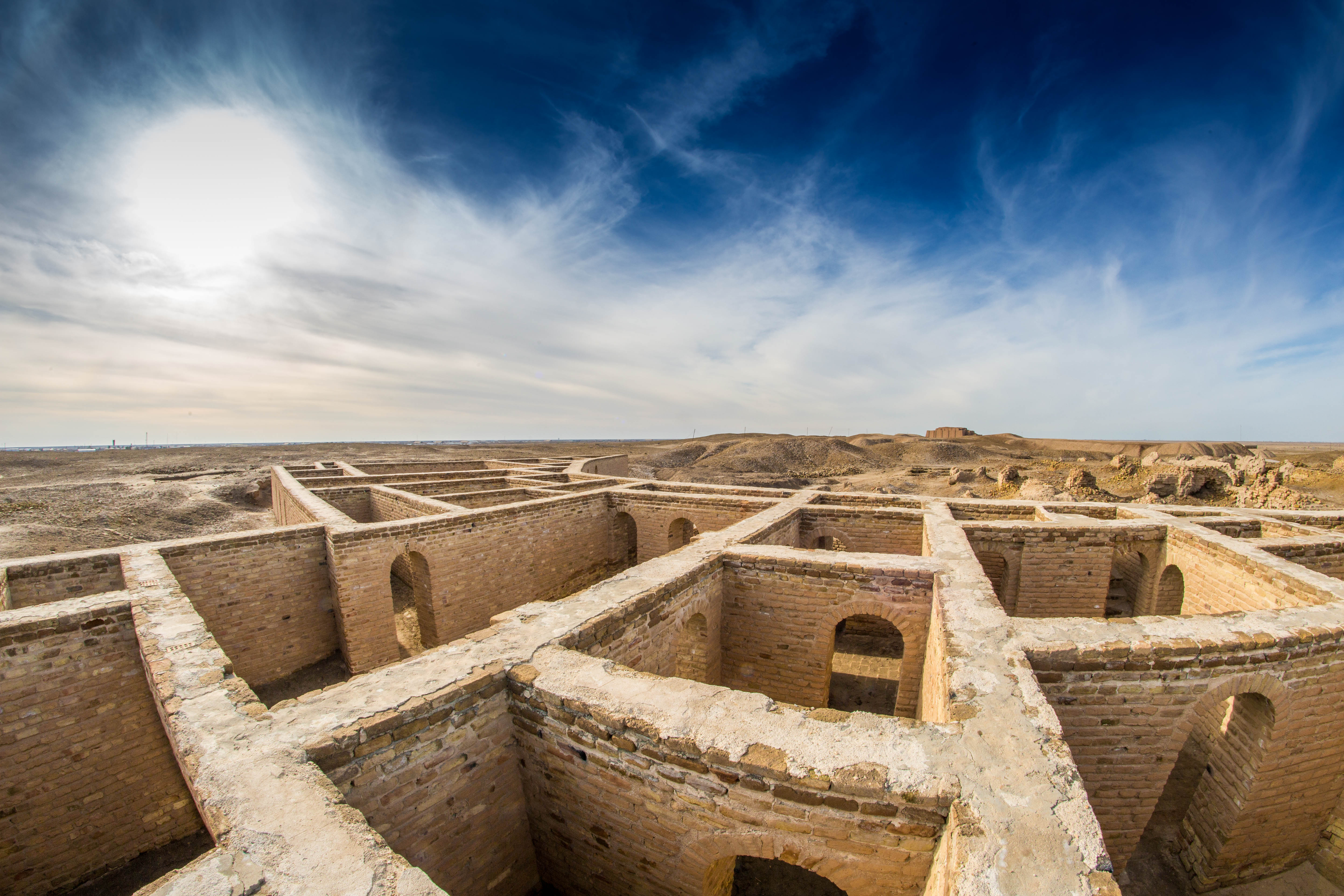
이라크에 위치한 우르의 유적. 갈대아 우르가 가리키는 지역으로 추정된다.

갈대아 우르(히브리어: אוּר כַּשְׂדִּים ʾūr Kaśdīm)는 아브라함이 태어난 곳이며, 위치에 대해서는 다양한 설들이 존재한다.

## 연구사
1862년, 헨리 러린슨은 이라크 남부의 텔 무가이어(석수장이의 언덕)가 갈대아 우르라고 주장하였으며, 레너드 울리의 발굴 작업을 통해 수메르의 우르가 갈대아 우르라는 설이 널리 알려졌고, 거의 정설처럼 여겨졌다. 성서에서는 우르를 특별히 '갈대아 우르'라고 부르고 있는데, 여기에서 '갈대아'(아카드어는 kaldu; 히브리어는 '카스딤')는 남부 메소포타미아의 유프라테스강과 티그리스강 주변의 늪 지대나 호수 지역에 거주하였던 유목민들을 지칭하며, 그들은 아람족에 속하는 한 분파였기에 갈대아 우르를 남부 메소포타미아에 있었을 것이라고 특정하는 것이 일반적이다. 아브라함이 이주했다는 하란이 수메르의 우르와 더불어 메소포타미아의 유일한 달 신 난나/씬/수엔 숭배의 중심지였으며, 기원전 2000년대부터 에쿨쿨(Ekhulkhul)이라는 달 신 사원이 존재했고, 하란의 도시가 기원전 2000년대의 우르에서 온 상인들이 세운 상업 전초기지와 같은 곳이기도 하다.
우르를 발견한 울리와 함께 우르에서 발굴작업을 진행했던 또 다른 학자인 사이러스 고든(Cyrus Gordon, 1908–2001)은 우르를 아브라함의 갈대아 우르로 식별하는 것에 동의하지 않았고, 데라와 아브라함의 가족들이 가나안에 가기 전, 하란에서 멈췄다면, 그들이 떠난 갈대아 우르의 위치는 당연히 하란의 북쪽이었을 것이라 지적하였다. 실제로, 당시 우르에서 가나안으로 향하던 무역로에서 하란은 제외되었을 것으로 추정되는데, 일반적으로, 당시의 상인들은 가나안으로 갈 경우에는 하란이 아닌 마리에서 먼저 멈춘 뒤에 팔미라나 알레포를 거쳐 가나안으로 갔었고, 가나안이 아니라 아나톨리아로 갈 경우에 하란으로 갔었기 때문이다. 일부 유대인 학자들은 수메르의 우르나 다른 메소포타미아의 남부 지역에 위치한 도시보다는 메소포타미아의 북부 어딘가에 위치하였을 것이라고 주장하며, 나크마니데스도 이를 지지하였다. 북부 메소포타미아에서 갈대아 우르로 추정되는 후보 중에는 오늘날의 터키에 위치한 에데사(샨리우르파)가 있는데, 이는 고대 아시리아와 셀레우코스 왕조의 도시로, 일부 유대 전승에 따르면 아브라함이 그의 일신교 신앙에 대한 벌로 풀무불에 던져졌지만 기적적으로 상처를 입지 않은 곳이라고 한다. 도시의 이름(터키어)인 우르파(Urfa)는 시리아어 오르하이(ܐܘܪܗܝ)와 그리스어 오르하(Ορρα)로부터 파생되었다고 하며, 아시리아-시리아 기독교인들의 중심 도시이기도 한다고 한다. 아브라함과 스룩의 선조 아르박삿은 울리가 우르를 발견하기 전까지 많은 유대인 및 무슬림 학자들에 의해 메소포타미아 북부 지역으로 이해되었으며, 갈데아인들의 땅을 뜻하는 카쉬딤(כשדים)과 아르박삿(아르파크샤드 ארפ־כשד) 이름 사이의 연관성으로 인해 아르박삿은 우르파-카시드(갈데아인들의 우르파)와도 동일시되었다. 이슬람 전통에 따르면 아브라함이 태어난 장소는 샨리우르파 중심 근처에 위치한 동굴이라고 하며, 할릴-우르 라흐만 모스크(Halil-Ur Rahman Mosque)는 동굴 근처에 있다. 참고로, 도시 자체는 셀레우코스 1세 니카토르(Seleucus I Nicator)에 의해 기원전 303-302년 사이에 세워지고, 에데사라는 이름이 붙여지게 되었고, 이전까지 이곳에 도시가 있었다는 문자 기록이 없었기에 우르파가 존재했는 지는 불확실하지만, 우르파의 지리적 위치는 우르파가 이전부터 상업적 목적이나 무역을 위해 도시는 아니더라도 작은 정착지로서 존재했을 가능성은 충분함을 보여준다. 도시의 토착적인 아람어 명칭은 오르하이/오르하(Orhai/Orhay)는 도시의 이름이 에데사로 바뀌고 나서도 오랜 세월을 살아남아 오늘날의 튀르키예어 명칭인 우르파의 기원이 되었는데, 이러한 오르하이가 고대의 다른 기록들에 등장하지 않는 것은 아마도 셀레우코스 시대 이전에는 정착지가 요새화되지 않고, 작았기 때문이었을 것으로 추정된다.
갈대아 우르가 북부 메소포타미아에 위치했을 것이라고 보는 설 중에는 A.S. Issar의 주장 또한 있는데, 그는 갈대아 우르(우르 카쉬딤)가 오늘날의 시리아에 위치한 후르리 왕국의 수도인 우르케쉬였을 것이라고 주장하였다. 우르파를 갈대아 우르로 보는 설과 마찬가지로 가나안에 도달하기 위해 북부 메소포타미아에 위치한 우르케시에서 하란으로 아브라함의 혈족이 이주하는 것이 수메르 도시인 우르에서 여행하는 것보다 합리적이라고 주장한다. 갈대아 우르(우르 카쉬딤)과 우르케쉬의 발음이 유사하기에 전자가 후자가 히브리어로 음역된 것으로 추정되기도 한다.